# Paralimnophila leucophaeata
Paralimnophila leucophaeata är en tvåvingeart som först beskrevs av Frederick Askew Skuse 1890.  Paralimnophila leucophaeata ingår i släktet Paralimnophila och familjen småharkrankar. Inga underarter finns listade i Catalogue of Life.